# Bâtiment du vieux tribunal municipal d'Aranđelovac
Le bâtiment du vieux tribunal municipal à Aranđelovac (en serbe cyrillique : Зграда Старог општинског суда у Аранђеловцу ; en serbe latin : Zgrada Starog opštinskog suda u Aranđelovcu) se trouve à Aranđelovac, dans le district de Šumadija, en Serbie. Il est inscrit sur la liste des monuments culturels protégés de la république de Serbie (identifiant no SK 954).

## Présentation
Le bâtiment, situé 74 rue Knjaza Miloša, est le seul bâtiment public subsistant dans la ville remontant au milieu du XIXe siècle.
Il est constitué d'un rez-de-chaussée et d'un étage. L'étage est rythmé par une série de fenêtres rectangulaires. Sous la corniche du toit courent des motifs plastiques de style néo-romantique. En 1910, dans la cour, deux ailes ont été ajoutées à l'édifice, avec des porches et des ouvertures cintrées.